# Marigné-Peuton
Marigné-Peuton – miejscowość i gmina we Francji, w regionie Kraj Loary, w departamencie Mayenne.
Według danych na rok 2010 gminę zamieszkiwało 556 osób, a gęstość zaludnienia wynosiła 33 osoby/km².